# Clasificación para el Campeonato de Europa Sub-19 de la UEFA 2020
La Clasificación para el Campeonato de Europa Sub-19 de la UEFA 2020 fue una competición de fútbol masculino sub-19 que originalmente determinaba la clasificación a la fase final del Campeonato Europeo de la UEFA Sub-19 2020, antes de ser cancelado debido a la pandemia COVID-19. 
El torneo fue disputado por 53 seleccionados y otorgaba siete cupos para el Campeonato de Europa Sub-19, al cual se uniría Irlanda del Norte clasificado por ser la selección local.

## Equipos participantes

### Sorteo
El sorteo de la Ronda de clasificación se realizó el 6 de diciembre de 2018 en la sede de la UEFA ubicada en Nyon, Suiza.
A los fines de determinar la conformación de los bombos, se tomaron los coeficientes UEFA que fueron calculados con base en los resultados de cada selección en las Clasificaciones para los Campeonatos de Europa Sub-19 de la UEFA de los años 2015 (clasificación y fase final), 2016 (clasificación y fase final), 2017 (clasificación y fase final) y 2018 (clasificación y fase final). Portugal y accede directamente a la Ronda Élite por tener mayor coeficiente, por lo que no forma parte del sorteo.
| Clasificado directamente a la Ronda Élite | Clasificado directamente a la Ronda Élite | Clasificado directamente a la Ronda Élite |
| #                                         | Selección                                 | Coef.                                     |
| ----------------------------------------- | ----------------------------------------- | ----------------------------------------- |
| 1                                         | Portugal                                  | 25.222                                    |

Las 52 selecciones restantes fueron distribuidas en cuatro bombos de 13 equipos.
| Bombo A | Bombo A         | Bombo A |
| #       | Selección       | Coef.   |
| ------- | --------------- | ------- |
| 2       | Francia         | 24.000  |
| 3       | Inglaterra      | 23.833  |
| 4       | Italia          | 19.611  |
| 5       | Países Bajos    | 19.000  |
| 6       | Alemania        | 17.722  |
| 7       | Ucrania         | 16.389  |
| 8       | Austria         | 16.056  |
| 9       | España          | 15.833  |
| 10      | República Checa | 14.667  |
| 11      | Grecia          | 13.167  |
| 12      | Turquía         | 12.278  |
| 13      | Rusia           | 12.278  |
| 14      | Croacia         | 11.778  |

| Bombo B | Bombo B              | Bombo B |
| #       | Selección            | Coef.   |
| ------- | -------------------- | ------- |
| 15      | Eslovaquia           | 11.500  |
| 16      | Suecia               | 11.278  |
| 17      | Serbia               | 10.83   |
| 18      | Bélgica              | 10.833  |
| 19      | Noruega              | 10.444  |
| 20      | Polonia              | 10.167  |
| 21      | Dinamarca            | 9.333   |
| 22      | Irlanda              | 9.167   |
| 23      | Escocia              | 9.000   |
| 24      | Georgia              | 9.000   |
| 25      | Bulgaria             | 8.389   |
| 26      | Bosnia y Herzegovina | 8.167   |
| 27      | Israel               | 7.667   |

| Bombo C | Bombo C             | Bombo C |
| #       | Selección           | Coef.   |
| ------- | ------------------- | ------- |
| 28      | Hungría             | 7.500   |
| 29      | Finlandia           | 7.333   |
| 30      | Suiza               | 7.000   |
| 31      | Rumania             | 6.500   |
| 32      | Montenegro          | 6.500   |
| 33      | Eslovenia           | 6.167   |
| 34      | Chipre              | 4.500   |
| 35      | Macedonia del Norte | 4.333   |
| 36      | Letonia             | 4.333   |
| 37      | Azerbaiyán          | 4.000   |
| 38      | Gales               | 4.000   |
| 39      | Bielorrusia         | 3.667   |
| 40      | Islandia            | 3.333   |

| Bombo D | Bombo D     | Bombo D |
| #       | Selección   | Coef.   |
| ------- | ----------- | ------- |
| 41      | Lituania    | 3.000   |
| 42      | Kosovo      | 2.500   |
| 43      | Estonia     | 2.333   |
| 44      | Moldavia    | 2.000   |
| 45      | Luxemburgo  | 2.000   |
| 46      | Albania     | 2.000   |
| 47      | Malta       | 2.000   |
| 48      | Armenia     | 1.667   |
| 49      | Andorra     | 1.667   |
| 50      | Kazajistán  | 1.333   |
| 51      | Islas Feroe | 1.333   |
| 52      | Gibraltar   | 0.333   |
| 53      | San Marino  | 0.000   |

Por cuestiones políticas, se determinó que no se presenten las siguientes selecciones en un mismo grupo:
- España y  Gibraltar;
- Serbia y  Kosovo;
- Bosnia y Herzegovina y  Kosovo;
- Azerbaiyán y  Armenia.

## Formato de competición
El torneo clasificatorio constará de dos rondas.
En la primera ronda o Ronda de clasificación las 52 selecciones participantes fueron clasificadas en trece grupos de cuatro equipos. Todos los grupos se desarrollarán bajo un sistema de todos contra todos a una sola rueda, determinándose una selección que actuará como sede para todos los partidos de la zona. Los equipos se clasificarán de acuerdo a los puntos obtenidos, otorgados de la siguiente manera:
Si dos o más equipos terminan sus partidos empatados a puntos, se aplicarán los siguientes criterios de desempate:
- Mayor cantidad de puntos obtenidos en los partidos entre los equipos en cuestión.
- Mayor diferencia de goles en los partidos entre los equipos en cuestión.
- Mayor cantidad de goles marcados en los partidos entre los equipos en cuestión.
- Mayor diferencia de goles en todos los partidos de grupo.
- Mayor cantidad de goles marcados en todos los partidos de grupo.
- Menor cantidad de puntos de juego limpio, calculados en base a la cantidad total de tarjetas amarillas y rojas recibidas en todos los partidos de grupo, contabilizándose:
  - 1 punto por cada tarjeta amarilla;
  - 3 puntos por cada expulsión producto de dos tarjetas amarillas;
  - 3 puntos por cada expulsión producto de una tarjeta roja.
- Mejor posición en el Ranking de Coeficientes.
- Sorteo de la delegación de la UEFA.

Solamente en caso de que dos equipos se enfrenten en el último partido de la zona y finalicen en igualdad de condiciones tras haberse aplicado los cinco primeros criterios de desempate, se realizarán tiros desde el punto penal entre ambos para determinar a la selección mejor posicionada.
Al término de todos los partidos de la Ronda de clasificación, las selecciones que se clasifiquen en el primer y segundo lugar de sus respectivos gruposs, junto con la mejor selección clasificada en tercer lugar, accederán a la Ronda Élite.
En la Ronda Élite, Portugal se unirá a los veintisiete seleccionados procedentes de la Ronda de clasificación, y se conformarán siete grupos de cuatro equipos. Al igual que en la fase anterior, se desarrollará el sistema de todos contra todos a una sola rueda disputándose todos los encuentros del grupo en una sola sede, y se aplicarán los mismos criterios de desempate ante la igualdad en puntos. Finalizados todos los partidos de la Ronda Élite, las selecciones ubicadas en el primer lugar de cada grupo clasificarán al Campeonato Europeo de la UEFA Sub-19 2020.

## Ronda de clasificación
En cada grupo, los horarios son correspondientes a la hora local del país sede.
     — Clasificados a la Ronda Élite.

### Grupo 1
Sede:  Turquía
| Selección  | Pts | PJ | PG | PE | PP | GF | GC | Dif |
| ---------- | --- | -- | -- | -- | -- | -- | -- | --- |
| Turquía    | 9   | 3  | 3  | 0  | 0  | 8  | 3  | +5  |
| Bulgaria   | 6   | 3  | 2  | 0  | 1  | 7  | 3  | +4  |
| Montenegro | 1   | 3  | 0  | 1  | 2  | 5  | 8  | -3  |
| Armenia    | 1   | 3  | 0  | 1  | 2  | 4  | 10 | -6  |

| 13 de noviembre de 2019 | Turquía                                         | 4:1 (2:0) | Armenia         | Complejo Deportivo Arslan Zeki Demirci, Manavgat, Turquía |                            |
|                         | - Arslantaş 14' - Tunç 16', 64' - Yavuz Kol 69' | Reporte   | - 73' Grigoryan | Árbitro(s): Jérôme Brisard                                | Árbitro(s): Jérôme Brisard |

| 13 de noviembre de 2019 | Montenegro      | 1:3 (1:1) | Bulgaria                                        | Complejo Deportivo Arslan Zeki Demirci, Manavgat, Turquía |                          |
|                         | - Vujanović 14' | Reporte   | - 4' Tonev - 83' (pen.) Nikolov - 90+3' Krastev | Árbitro(s): Balázs Berke                                  | Árbitro(s): Balázs Berke |

| 16 de noviembre de 2019 | Turquía                         | 2:1 (1:1) | Montenegro            | Complejo Deportivo Arslan Zeki Demirci, Manavgat, Turquía |                            |
|                         | - Arslantaş 11' - Yavuz Kol 53' | Reporte   | - 6' (pen.) Todorovic | Árbitro(s): Jérôme Brisard                                | Árbitro(s): Jérôme Brisard |

| 16 de noviembre de 2019 | Bulgaria                                        | 3:0 (1:0) | Armenia | Complejo Deportivo Arslan Zeki Demirci, Manavgat, Turquía |                               |
|                         | - Nikolov 5' (pen.) - Todorov 54' - Angelov 67' | Reporte   |         | Árbitro(s): Krzysztof Jakubik                             | Árbitro(s): Krzysztof Jakubik |

| 19 de noviembre de 2019 | Bulgaria     | 1:2 (1:2) | Turquía                               | Complejo Deportivo Arslan Zeki Demirci, Manavgat, Turquía |                               |
|                         | - Krastev 2' | Reporte   | - 10' (pen.) Gündüz - 28' Karani Ünal | Árbitro(s): Krzysztof Jakubik                             | Árbitro(s): Krzysztof Jakubik |

| 19 de noviembre de 2019 | Armenia                                       | 3:3 (0:2) | Montenegro                       | Complejo Deportivo Arslan Zeki Demirci, Manavgat, Turquía |                          |
|                         | - Shaghoyan 49' (pen.), 51' - Tarakhchyan 88' | Reporte   | - 9', 23' Vukcevic - 85' Vukotic | Árbitro(s): Balázs Berke                                  | Árbitro(s): Balázs Berke |

### Grupo 2
Sede:  Serbia
| Selección | Pts | PJ | PG | PE | PP | GF | GC | Dif |
| --------- | --- | -- | -- | -- | -- | -- | -- | --- |
| España    | 9   | 3  | 3  | 0  | 0  | 7  | 0  | +7  |
| Serbia    | 4   | 3  | 1  | 1  | 1  | 9  | 5  | +4  |
| Lituania  | 3   | 3  | 1  | 0  | 2  | 1  | 10 | -9  |
| Rumania   | 1   | 3  | 0  | 1  | 2  | 1  | 3  | -2  |

| 8 de octubre de 2019 | España                      | 2:0 (1:0) | Lituania | FK Rad, Belgrado, Serbia |                          |
| 12:00 (GMT+2)        | - Gutiérrez 33' - Parra 57' | Reporte   |          | Árbitro(s): Glenn Nyberg | Árbitro(s): Glenn Nyberg |

| 8 de octubre de 2019 | Rumania         | 1:1 (0:1) | Serbia         | FK Čukarički, Belgrado, Serbia |                           |
| 18:00 (GMT+2)        | - Miculescu 48' | Reporte   | - 31' Pavlović | Árbitro(s): Antti Munukka      | Árbitro(s): Antti Munukka |

| 11 de octubre de 2019 | España               | 1:0 (1:0) | Rumania | FK Rad, Belgrado, Serbia      |                               |
| 14:00 (GMT+2)         | - Sainz Eguskiza 11' | Reporte   |         | Árbitro(s): Julian Weinberger | Árbitro(s): Julian Weinberger |

| 11 de octubre de 2019 | Serbia                                                                                           | 8:0 (5:0) | Lituania | Zemun Stadium, Belgrado, Serbia |                          |
| 14:00 (GMT+2)         | - Eraković 6' - Pavlović 19', 29' (pen.), 68' - Dostanic 24', 89' - Zukić 44' - Radmanovac 90+1' | Reporte   |          | Árbitro(s): Glenn Nyberg        | Árbitro(s): Glenn Nyberg |

| 14 de octubre de 2019 | Serbia | 0:4 (0:2) | España                                                            | Sports Center of FA of Serbia, Stara Pazova, Serbia |                           |
| 14:00 (GMT+2)         |        | Reporte   | - 7' Mollejo - 21' Tenas Ureña - 53' Rosanas - 83' Sainz Eguskiza | Árbitro(s): Antti Munukka                           | Árbitro(s): Antti Munukka |

| 14 de octubre de 2019 | Lituania        | 1:0 (0:0) | Rumania | Zemun Stadium, Belgrado, Serbia |                               |
| 14:00 (GMT+2)         | - Zingertas 54' | Reporte   |         | Árbitro(s): Julian Weinberger   | Árbitro(s): Julian Weinberger |

### Grupo 3
Sede:  Escocia
| Selección   | Pts | PJ | PG | PE | PP | GF | GC | Dif |
| ----------- | --- | -- | -- | -- | -- | -- | -- | --- |
| Escocia     | 7   | 3  | 2  | 1  | 0  | 5  | 2  | +3  |
| Alemania    | 6   | 3  | 2  | 0  | 1  | 12 | 3  | +9  |
| Bielorrusia | 4   | 3  | 1  | 1  | 1  | 6  | 11 | -5  |
| Andorra     | 0   | 3  | 0  | 0  | 3  | 0  | 7  | -7  |

| 9 de octubre de 2019 | Alemania                                 | 3:0 (1:0) | Andorra | Firhill Stadium, Glasgow, Escocia |                        |
| 12:00 (GMT+1)        | - Dajaku 16' - Krauß 61' - Samardzic 87' | Reporte   |         | Árbitro(s): Igor Pajac            | Árbitro(s): Igor Pajac |

| 9 de octubre de 2019 | Bielorrusia                     | 2:2 (1:2) | Escocia                                     | Cappielow Park, Greenock, Escocia |                             |
| 19:00 (GMT+1)        | - Prischepa 34' - Davyskiba 54' | Reporte   | - 12' Patterson - 20' (pen.) Awokoya-Mebude | Árbitro(s): Fabio Verissimo       | Árbitro(s): Fabio Verissimo |

| 12 de octubre de 2019 | Alemania                                                                                            | 9:2 (4:1) | Bielorrusia              | Cappielow Park, Greenock, Escocia |                           |
| 12:00 (GMT+1)         | - Schade 6', 22', 32' - Dajaku 39', 66' - Samardzic 58' - Ehlers 71' - Tauer 83' - Schoenfelder 88' | Reporte   | - 41' Kozel - 75' Gurban | Árbitro(s): Zbynek Proske         | Árbitro(s): Zbynek Proske |

| 12 de octubre de 2019 | Escocia                        | 2:0 (0:0) | Andorra | Dumbarton Football Stadium, Dumbarton, Escocia |                        |
| 12:00 (GMT+1)         | - Burroughs 53' - Hamilton 65' | Reporte   |         | Árbitro(s): Igor Pajac                         | Árbitro(s): Igor Pajac |

| 15 de octubre de 2019 | Escocia      | 1:0 (1:0) | Alemania | Firhill Stadium, Glasgow, Escocia |                             |
| 19:05 (GMT+1)         | - Mcpake 44' | Reporte   |          | Árbitro(s): Fabio Verissimo       | Árbitro(s): Fabio Verissimo |

| 15 de octubre de 2019 | Andorra | 0:2 (0:1) | Bielorrusia                     | Dumbarton Football Stadium, Dumbarton, Escocia |                           |
| 19:05 (GMT+1)         |         | Reporte   | - 25' Pashevich - 90+2' Lozhkin | Árbitro(s): Zbynek Proske                      | Árbitro(s): Zbynek Proske |

### Grupo 4
Sede:  Bélgica
| Selección | Pts | PJ | PG | PE | PP | GF | GC | Dif |
| --------- | --- | -- | -- | -- | -- | -- | -- | --- |
| Bélgica   | 9   | 3  | 3  | 0  | 0  | 6  | 1  | +5  |
| Islandia  | 6   | 3  | 2  | 0  | 1  | 9  | 7  | +2  |
| Grecia    | 3   | 3  | 1  | 0  | 2  | 7  | 7  | 0   |
| Albania   | 0   | 3  | 0  | 0  | 3  | 4  | 11 | -7  |

| 13 de noviembre de 2019 | Grecia                                                                          | 5:1 (1:0) | Albania     | Luminus Arena, Genk, Bélgica |                          |
|                         | - Tzimas 13' - Vagiannidis 59' - Vrakas 72' - Liavas 85' - Athanasakopoulos 88' | Reporte   | - 81' Dobra | Árbitro(s): Kevin Clancy     | Árbitro(s): Kevin Clancy |

| 13 de noviembre de 2019 | Islandia | 0:3 (0:2) | Bélgica                                        | K.V.V. Thes Sport Tessenderlo, Tessenderlo, Bélgica |                            |
|                         |          | Reporte   | - 19' De Ketelaere - 42' Raskin - 85' Colassin | Árbitro(s): Vitali Meshkov                          | Árbitro(s): Vitali Meshkov |

| 16 de noviembre de 2019 | Grecia                     | 2:5 (0:1) | Islandia                                                                 | Patro Eisden Maasmechelen, Maasmechelen, Bélgica |                          |
|                         | - Sourlis 79' - Tzimas 89' | Reporte   | - 19' Kjartansson - 57' Valgeirsson - 61', 73' Ingason - 66' Jóhannesson | Árbitro(s): Urs Schnyder                         | Árbitro(s): Urs Schnyder |

| 16 de noviembre de 2019 | Bélgica                                   | 2:1 (2:0) | Albania     | Luminus Arena, Genk, Bélgica |                            |
|                         | - Van Der Brempt 10' - De Ketelaere 45+1' | Reporte   | - 76' Broja | Árbitro(s): Vitali Meshkov   | Árbitro(s): Vitali Meshkov |

| 19 de noviembre de 2019 | Bélgica         | 1:0 (0:0) | Grecia | Patro Eisden Maasmechelen, Maasmechelen, Bélgica |                          |
|                         | - Cuypers 90+3' | Reporte   |        | Árbitro(s): Kevin Clancy                         | Árbitro(s): Kevin Clancy |

| 19 de noviembre de 2019 | Albania                  | 2:4 (2:0) | Islandia                                                             | K.V.V. Thes Sport Tessenderlo, Tessenderlo, Bélgica |                          |
|                         | - Cuni 23' - Ndrecka 30' | Reporte   | - 51' Barkarson - 68' Thorvaldsson - 74' Gudjohnsen - 78' Gunnarsson | Árbitro(s): Urs Schnyder                            | Árbitro(s): Urs Schnyder |

### Grupo 5
Sede:  Gales
| Selección | Pts | PJ | PG | PE | PP | GF | GC | Dif |
| --------- | --- | -- | -- | -- | -- | -- | -- | --- |
| Gales     | 7   | 3  | 2  | 1  | 0  | 7  | 2  | +5  |
| Rusia     | 5   | 3  | 1  | 2  | 0  | 7  | 3  | +4  |
| Polonia   | 3   | 3  | 1  | 0  | 2  | 4  | 8  | -4  |
| Kosovo    | 1   | 3  | 0  | 1  | 2  | 2  | 7  | -5  |

| 13 de noviembre de 2019 | Rusia         | 1:1 (1:1) | Kosovo     | Cardiff Athletics Stadium, Cardiff, Gales |                           |
|                         | - Shkolik 12' | Reporte   | - 11' Aliu | Árbitro(s): Volen Chinkov                 | Árbitro(s): Volen Chinkov |

| 13 de noviembre de 2019 | Gales                                   | 3:0 (2:0) | Polonia | Rodney Parade, Newport, Gales |                              |
|                         | - Adams 23' - Pearson 37' - Pattern 53' | Reporte   |         | Árbitro(s): Maurizio Mariani  | Árbitro(s): Maurizio Mariani |

| 16 de noviembre de 2019 | Rusia                       | 2:2 (1:0) | Gales                             | Cardiff Athletics Stadium, Cardiff, Gales |                              |
|                         | - Kosarev 30' - Prokhin 85' | Reporte   | - 66' (pen.), 82' (pen.) Williams | Árbitro(s): Ville Nevalainen              | Árbitro(s): Ville Nevalainen |

| 16 de noviembre de 2019 | Polonia                                         | 4:1 (3:0) | Kosovo        | Dragon Park, Newport, Gales |                           |
|                         | - Nawrocki 40', 42' - Białek 45+2' - Bida 90+3' | Reporte   | - 88' Berisha | Árbitro(s): Volen Chinkov   | Árbitro(s): Volen Chinkov |

| 19 de noviembre de 2019 | Polonia | 0:4 (0:2) | Rusia                                                      | Cardiff Athletics Stadium, Cardiff, Gales |                              |
|                         |         | Reporte   | - 20' Kosarev - 37' Vakhaniya - 50' Sevikyan - 66' Shkolik | Árbitro(s): Maurizio Mariani              | Árbitro(s): Maurizio Mariani |

| 19 de noviembre de 2019 | Kosovo | 0:2 (0:1) | Gales                           | Rodney Parade, Newport, Gales |                              |
|                         |        | Reporte   | - 45+1' Pinchard - 76' Williams | Árbitro(s): Ville Nevalainen  | Árbitro(s): Ville Nevalainen |

### Grupo 6
Sede:  Italia
| Selección  | Pts | PJ | PG | PE | PP | GF | GC | Dif |
| ---------- | --- | -- | -- | -- | -- | -- | -- | --- |
| Italia     | 9   | 3  | 3  | 0  | 0  | 7  | 0  | +7  |
| Eslovaquia | 6   | 3  | 2  | 0  | 1  | 5  | 4  | +1  |
| Chipre     | 3   | 3  | 1  | 0  | 2  | 3  | 4  | -1  |
| Malta      | 0   | 3  | 0  | 0  | 3  | 0  | 7  | -7  |

| 13 de noviembre de 2019 | Italia                        | 2:0 (1:0) | Malta | Misano Adriatico Nuovo, Misano Adriatico, Italia |                               |
|                         | - Esposito 43' - Riccardi 65' | Reporte   |       | Árbitro(s): Mohammed Al-Hakim                    | Árbitro(s): Mohammed Al-Hakim |

| 13 de noviembre de 2019 | Chipre         | 1:2 (1:1) | Eslovaquia               | Tullo Morgagni, Forlì, Italia |                       |
|                         | - Paroutis 39' | Reporte   | - 26' Nebyla - 60' Lichý | Árbitro(s): Jens Maae         | Árbitro(s): Jens Maae |

| 16 de noviembre de 2019 | Italia                              | 2:0 (1:0) | Chipre | Stadio Valentino Mazzola, Santarcangelo di Romagna, Italia |                        |
|                         | - Esposito 3' (pen.) - Riccardi 78' | Reporte   |        | Árbitro(s): Ian McNabb                                     | Árbitro(s): Ian McNabb |

| 16 de noviembre de 2019 | Eslovaquia                                | 3:0 (3:0) | Malta | Misano Adriatico Nuovo, Misano Adriatico, Italia |                               |
|                         | - Lavrinčík 4' - Bašista 25' - Bernát 33' | Reporte   |       | Árbitro(s): Mohammed Al-Hakim                    | Árbitro(s): Mohammed Al-Hakim |

| 19 de noviembre de 2019 | Eslovaquia | 0:3 (0:1) | Italia                                    | Misano Adriatico Nuovo, Misano Adriatico, Italia |                       |
|                         |            | Reporte   | - 30', 52' Riccardi - 61' (a.g.) Surovčík | Árbitro(s): Jens Maae                            | Árbitro(s): Jens Maae |

| 19 de noviembre de 2019 | Malta | 0:2 (0:0) | Chipre                          | Stadio Valentino Mazzola, Santarcangelo di Romagna, Italia |                        |
|                         |       | Reporte   | - 51' Nikolaou - 90+1' Kakoulli | Árbitro(s): Ian McNabb                                     | Árbitro(s): Ian McNabb |

### Grupo 7
Sede:  República Checa
| Selección       | Pts | PJ | PG | PE | PP | GF | GC | Dif |
| --------------- | --- | -- | -- | -- | -- | -- | -- | --- |
| República Checa | 7   | 3  | 2  | 1  | 0  | 11 | 1  | +10 |
| Noruega         | 7   | 3  | 2  | 1  | 0  | 10 | 2  | +8  |
| Azerbaiyán      | 3   | 3  | 1  | 0  | 2  | 2  | 5  | -3  |
| San Marino      | 0   | 3  | 0  | 0  | 3  | 1  | 16 | -15 |

| 9 de octubre de 2019 | Azerbaiyán | 0:1 (0:1) | Noruega               | Stovky, Frýdek-Místek, República Checa |                        |
| 15:00 (GMT+2)        |            | Reporte   | - 6' (a.g.) Ibragimov | Árbitro(s): Fran Jović                 | Árbitro(s): Fran Jović |

| 9 de octubre de 2019 | República Checa                                                            | 6:0 (3:0) | San Marino | Městský fotbalový, Opava, República Checa |                             |
| 18:00 (GMT+2)        | - Vít 4', 16' - Firbacher 22' - Szewieczek 53' - Vlček 84' - Zeronik 90+1' | Reporte   |            | Árbitro(s): Eldorjan Hamiti               | Árbitro(s): Eldorjan Hamiti |

| 12 de octubre de 2019 | Noruega | 8:1 (2:1) | San Marino   | Stovky, Frýdek-Místek, República Checa |                             |
| 15:00 (GMT+2)         | - Ceide 37' - Hansen 42' - Mannsverk 55' - Fofana 56' - Holm 62' - Tagseth 68' - Askildsen 82' - Cornic 90+1' | Reporte   | - 28' Fabbri | Árbitro(s): Eldorjan Hamiti            | Árbitro(s): Eldorjan Hamiti |

| 12 de octubre de 2019 | República Checa                              | 4:0 (2:0) | Azerbaiyán | Městský fotbalový, Opava, República Checa |                             |
| 18:00 (GMT+2)         | - Firbacher 4', 68' - Červ 10' - Zeronik 48' | Reporte   |            | Árbitro(s): Alan Mario Sant               | Árbitro(s): Alan Mario Sant |

| 15 de octubre de 2019 | Noruega    | 1:1 (0:0) | República Checa | Městský fotbalový, Opava, República Checa |                        |
| 15:00 (GMT+2)         | - Holm 60' | Reporte   | - 90+1' Kosař   | Árbitro(s): Fran Jović                    | Árbitro(s): Fran Jović |

| 15 de octubre de 2019 | San Marino | 0:2 (0:1) | Azerbaiyán                       | Stovky, Frýdek-Místek, República Checa |                             |
| 15:00 (GMT+2)         |            | Reporte   | - 22' Abdullazade - 50' Bayramov | Árbitro(s): Alan Mario Sant            | Árbitro(s): Alan Mario Sant |

### Grupo 8
Sede:  Dinamarca
| Selección   | Pts | PJ | PG | PE | PP | GF | GC | Dif |
| ----------- | --- | -- | -- | -- | -- | -- | -- | --- |
| Dinamarca   | 6   | 3  | 2  | 0  | 1  | 4  | 2  | +2  |
| Francia     | 6   | 3  | 2  | 0  | 1  | 7  | 1  | +6  |
| Finlandia   | 4   | 3  | 1  | 1  | 1  | 3  | 4  | -1  |
| Islas Feroe | 1   | 3  | 0  | 1  | 2  | 1  | 8  | -7  |

| 13 de noviembre de 2019 | Francia                                                                 | 5:0 (2:0) | Islas Feroe | Køge Stadion, Køge, Dinamarca  |                                |
|                         | - Zagre 14' - Truffert 44', 82' - Eneme Ella 63' - Koindredi 85' (pen.) | Reporte   |             | Árbitro(s): Bryn Markham-Jones | Árbitro(s): Bryn Markham-Jones |

| 13 de noviembre de 2019 | Finlandia                   | 2:1 (0:0) | Dinamarca     | Køge Stadion, Køge, Dinamarca |                            |
|                         | - Sejdijaj 51' - Streng 77' | Reporte   | - 87' Winther | Árbitro(s): Chris Kavanagh    | Árbitro(s): Chris Kavanagh |

| 16 de noviembre de 2019 | Francia                    | 2:0 (2:0) | Finlandia | Køge Stadion, Køge, Dinamarca |                           |
|                         | - Begraoui 25', 32' (pen.) | Reporte   |           | Árbitro(s): Juri Frischer     | Árbitro(s): Juri Frischer |

| 16 de noviembre de 2019 | Dinamarca              | 2:0 (0:0) | Islas Feroe | Køge Stadion, Køge, Dinamarca  |                                |
|                         | - Ben Slimane 63', 78' | Reporte   |             | Árbitro(s): Bryn Markham-Jones | Árbitro(s): Bryn Markham-Jones |

| 19 de noviembre de 2019 | Dinamarca    | 1:0 (1:0) | Francia | Køge Stadion, Køge, Dinamarca |                            |
|                         | - Isaksen 6' | Reporte   |         | Árbitro(s): Chris Kavanagh    | Árbitro(s): Chris Kavanagh |

| 19 de noviembre de 2019 | Islas Feroe        | 1:1 (0:1) | Finlandia    | Frederiksberg Idrætspark, Frederiksberg, Dinamarca |                           |
|                         | - Nurmi 88' (a.g.) | Reporte   | - 34' Ablade | Árbitro(s): Juri Frischer                          | Árbitro(s): Juri Frischer |

### Grupo 9
Sede:  Suecia
| Selección | Pts | PJ | PG | PE | PP | GF | GC | Dif |
| --------- | --- | -- | -- | -- | -- | -- | -- | --- |
| Ucrania   | 7   | 3  | 2  | 1  | 0  | 7  | 2  | +5  |
| Eslovenia | 5   | 3  | 1  | 2  | 0  | 10 | 3  | +7  |
| Suecia    | 4   | 3  | 1  | 1  | 1  | 7  | 4  | +3  |
| Estonia   | 0   | 3  | 0  | 0  | 3  | 0  | 15 | -15 |

| 13 de noviembre de 2019 | Ucrania                                                        | 4:0 (2:0) | Estonia | Estadio Järnvallen, Sandviken, Suecia |                             |
|                         | - Mudryk 38' - Shulianskyi 45' - Sikan 63' (pen.) - Hirnyi 77' | Reporte   |         | Árbitro(s): Lawrence Visser           | Árbitro(s): Lawrence Visser |

| 13 de noviembre de 2019 | Eslovenia               | 2:2 (1:1) | Suecia                   | Gavlevallen, Gävle, Suecia            |                                       |
|                         | - Simič 42' - Burin 54' | Reporte   | - 33' Nygren - 58' Lahne | Árbitro(s): José Luis Munuera Montero | Árbitro(s): José Luis Munuera Montero |

| 16 de noviembre de 2019 | Ucrania       | 1:1 (1:1) | Eslovenia      | Gavlevallen, Gävle, Suecia |                        |
|                         | - Voloshyn 4' | Reporte   | - 36' Urbančič | Árbitro(s): Fedayi San     | Árbitro(s): Fedayi San |

| 16 de noviembre de 2019 | Suecia                                              | 4:0 (1:0) | Estonia | Estadio Järnvallen, Sandviken, Suecia |                             |
|                         | - Nygren 32', 67' - Suvinõmm 69' (a.g.) - Hajal 71' | Reporte   |         | Árbitro(s): Lawrence Visser           | Árbitro(s): Lawrence Visser |

| 19 de noviembre de 2019 | Suecia      | 1:2 (0:2) | Ucrania         | Gavlevallen, Gävle, Suecia            |                                       |
|                         | - Lahne 52' | Reporte   | - 6', 43' Sikan | Árbitro(s): José Luis Munuera Montero | Árbitro(s): José Luis Munuera Montero |

| 19 de noviembre de 2019 | Estonia | 0:7 (0:2) | Eslovenia                                                         | Estadio Järnvallen, Sandviken, Suecia |                        |
|                         |         | Reporte   | - 41', 57' Simič - 45+1' Maher - 50' Cipot - 69', 81', 86' Prelec | Árbitro(s): Fedayi San                | Árbitro(s): Fedayi San |

### Grupo 10
Sede:  Austria
| Selección | Pts | PJ | PG | PE | PP | GF | GC | Dif |
| --------- | --- | -- | -- | -- | -- | -- | -- | --- |
| Austria   | 9   | 3  | 3  | 0  | 0  | 18 | 1  | +17 |
| Suiza     | 6   | 3  | 2  | 0  | 1  | 19 | 4  | +15 |
| Irlanda   | 3   | 3  | 1  | 0  | 2  | 14 | 4  | +10 |
| Gibraltar | 0   | 3  | 0  | 0  | 3  | 1  | 43 | -42 |

| 14 de noviembre de 2019 | Austria | 14:0 (6:0) | Gibraltar | Nevoga-Arena Straßwalchen, Straßwalchen, Austria |                                 |
|                         | - Prass 20' (pen.) - Velimirovic 22' - Seidl 24' - Mustapha 37', 43' - Koller 39' - Abdijanovic 51', 72' - Ballo 59' - Monsberger 60', 75', 77', 84' - Adamu 81' | Reporte    |           | Árbitro(s): Timotheos Christofi                  | Árbitro(s): Timotheos Christofi |

| 14 de noviembre de 2019 | Suiza                     | 2:1 (0:1) | Irlanda      | HCS Arena Nonntal, Salzburgo, Austria |                             |
|                         | - Vonmoos 57' - Tolaj 79' | Reporte   | - 2' McEntee | Árbitro(s): Kirill Levnikov           | Árbitro(s): Kirill Levnikov |

| 16 de noviembre de 2019 | Austria                 | 2:1 (1:1) | Suiza       | HCS Arena Nonntal, Salzburgo, Austria |                         |
|                         | - Ballo 17' - Adamu 50' | Reporte   | - 24' Males | Árbitro(s): Filip Glova               | Árbitro(s): Filip Glova |

| 16 de noviembre de 2019 | Irlanda | 13:0 (4:0) | Gibraltar | Nevoga-Arena Straßwalchen, Straßwalchen, Austria |                                 |
|                         | - Wright 6', 47', 54', 88' - Richards 15' - Omobamidele 23' - Bowden 25', 73' - McGuinness 55' - Tierney 61' - Cannon 62' - Jones 87' (a.g.) - Cassidy 90+3' | Reporte    |           | Árbitro(s): Timotheos Christofi                  | Árbitro(s): Timotheos Christofi |

| 19 de noviembre de 2019 | Irlanda | 0:2 (0:1) | Austria                 | HCS Arena Nonntal, Salzburgo, Austria |                             |
|                         |         | Reporte   | - 26' Ballo - 77' Adamu | Árbitro(s): Kirill Levnikov           | Árbitro(s): Kirill Levnikov |

| 19 de noviembre de 2019 | Gibraltar             | 1:16 (1:7) | Suiza | Nevoga-Arena Straßwalchen, Straßwalchen, Austria |                         |
|                         | - Galliano 35' (pen.) | Reporte    | - 10', 24', 83' Bunjaku - 19', 22', 33', 36', 51', 56', 89' Tolaj - 45+3' (pen.) Mambimbi - 48', 77', 85' Males - 79' Sauter - 90' Sohm | Árbitro(s): Filip Glova                          | Árbitro(s): Filip Glova |

### Grupo 11
Sede:  Macedonia del Norte
| Selección            | Pts | PJ | PG | PE | PP | GF | GC | Dif |
| -------------------- | --- | -- | -- | -- | -- | -- | -- | --- |
| Inglaterra           | 9   | 3  | 3  | 0  | 0  | 13 | 1  | +12 |
| Macedonia del Norte  | 4   | 3  | 1  | 1  | 1  | 3  | 5  | -2  |
| Bosnia y Herzegovina | 4   | 3  | 1  | 1  | 1  | 2  | 4  | -2  |
| Luxemburgo           | 0   | 3  | 0  | 0  | 3  | 0  | 8  | -8  |

| 13 de noviembre de 2019 | Inglaterra                                          | 4:0 (3:0) | Luxemburgo | Gorče Petrov Stadium, Skopie, Macedonia del Norte |                            |
|                         | - Harwood-Bellis 7' - Duncan 29', 32' - Amaechi 75' | Reporte   |            | Árbitro(s): Petri Viljanen                        | Árbitro(s): Petri Viljanen |

| 13 de noviembre de 2019 | Macedonia del Norte | 0:0     | Bosnia y Herzegovina | FFM Training Centre, Skopie, Macedonia del Norte |                            |
|                         |                     | Reporte |                      | Árbitro(s): Donatas Rumšas                       | Árbitro(s): Donatas Rumšas |

| 16 de noviembre de 2019 | Inglaterra                                            | 5:0 (1:0) | Macedonia del Norte | FFM Training Centre, Skopie, Macedonia del Norte |                               |
|                         | - Doyle 41' - Gordon 54' - Garner 72', 79' - Saka 86' | Reporte   |                     | Árbitro(s): Giorgi Kruashvili                    | Árbitro(s): Giorgi Kruashvili |

| 16 de noviembre de 2019 | Bosnia y Herzegovina | 1:0 (0:0) | Luxemburgo | Gorče Petrov Stadium, Skopie, Macedonia del Norte |                            |
|                         | - Bajrović 90+3'     | Reporte   |            | Árbitro(s): Petri Viljanen                        | Árbitro(s): Petri Viljanen |

| 19 de noviembre de 2019 | Bosnia y Herzegovina | 1:4 (0:2) | Inglaterra                                                  | Gorče Petrov Stadium, Skopie, Macedonia del Norte |                            |
|                         | - Đokanović 48'      | Reporte   | - 24' Anjorin - 38' Laird - 69' Harwood-Bellis - 70' Gordon | Árbitro(s): Donatas Rumšas                        | Árbitro(s): Donatas Rumšas |

| 19 de noviembre de 2019 | Luxemburgo | 0:3 (0:2) | Macedonia del Norte                        | FFM Training Centre, Skopie, Macedonia del Norte |                               |
|                         |            | Reporte   | - 44' Toshevski - 45+1' Vosha - 80' Murati | Árbitro(s): Giorgi Kruashvili                    | Árbitro(s): Giorgi Kruashvili |

### Grupo 12
Sede:  Letonia
| Selección    | Pts | PJ | PG | PE | PP | GF | GC | Dif |
| ------------ | --- | -- | -- | -- | -- | -- | -- | --- |
| Países Bajos | 9   | 3  | 3  | 0  | 0  | 15 | 2  | +13 |
| Letonia      | 4   | 3  | 1  | 1  | 1  | 8  | 8  | 0   |
| Israel       | 4   | 3  | 1  | 1  | 1  | 2  | 2  | 0   |
| Moldavia     | 0   | 3  | 0  | 0  | 3  | 0  | 13 | -13 |

| 8 de octubre de 2019 | Países Bajos                                                   | 5:0 (2:0) | Moldavia | Zemgale Olympic Center, Jelgava, Letonia |                            |
| 14:00 (GMT+3)        | - Burger 27' - van den Berg 33' - Zirkzee 51' - Redan 67', 69' | Reporte   |          | Árbitro(s): Rade Obrenovic               | Árbitro(s): Rade Obrenovic |

| 8 de octubre de 2019 | Letonia | 0:0     | Israel | Sport centre Arkadija stadium, Riga, Letonia |                             |
| 15:00 (GMT+3)        |         | Reporte |        | Árbitro(s): Ivaylo Stoyanov                  | Árbitro(s): Ivaylo Stoyanov |

| 11 de octubre de 2019 | Israel                            | 2:0 (0:0) | Moldavia | Zemgale Olympic Center, Jelgava, Letonia |                            |
| 14:00 (GMT+3)         | - Drori 57' - Niddam 90+5' (pen.) | Reporte   |          | Árbitro(s): Rade Obrenovic               | Árbitro(s): Rade Obrenovic |

| 11 de octubre de 2019 | Países Bajos                                                                      | 8:2 (6:1) | Letonia                        | Sport centre Arkadija stadium, Riga, Letonia |                             |
| 18:00 (GMT+3)         | - Redan 6' (pen.) - Summerville 9', 20', 27', 62' - Burger 25' - Azarkan 38', 83' | Reporte   | - 12' Zelmanis - 85' Dašķevičs | Árbitro(s): Robert Hennessy                  | Árbitro(s): Robert Hennessy |

| 14 de octubre de 2019 | Israel | 0:2 (0:1) | Países Bajos               | Zemgale Olympic Center, Jelgava, Letonia |                             |
| 14:00 (GMT+3)         |        | Reporte   | - 14' Azarkan - 54' Burger | Árbitro(s): Ivaylo Stoyanov              | Árbitro(s): Ivaylo Stoyanov |

| 14 de octubre de 2019 | Moldavia | 0:6 (0:3) | Letonia                                                                      | Sport centre Arkadija stadium, Riga, Letonia |                             |
| 14:00 (GMT+3)         |          | Reporte   | - 1' Dašķevičs - 8' Lagūns - 26' Viļumsons - 82', 90' Zelmanis - 86' Krollis | Árbitro(s): Robert Hennessy                  | Árbitro(s): Robert Hennessy |

### Grupo 13
Sede:  Hungría
| Selección  | Pts | PJ | PG | PE | PP | GF | GC | Dif |
| ---------- | --- | -- | -- | -- | -- | -- | -- | --- |
| Georgia    | 9   | 3  | 3  | 0  | 0  | 9  | 3  | +6  |
| Croacia    | 6   | 3  | 2  | 0  | 1  | 5  | 2  | +3  |
| Hungría    | 3   | 3  | 1  | 0  | 2  | 7  | 6  | +1  |
| Kazajistán | 0   | 3  | 0  | 0  | 3  | 1  | 11 | -10 |

| 9 de octubre de 2019 | Croacia                     | 3:0 (2:0) | Kazajistán | Ménfői úti Stadion, Győr, Hungría |                            |
| 14:00 (GMT+2)        | - Brnić 32', 69' - Čuić 36' | Reporte   |            | Árbitro(s): Horatiu Fesnic        | Árbitro(s): Horatiu Fesnic |

| 9 de octubre de 2019 | Hungría                           | 2:4 (1:1) | Georgia                                                                          | ETO Park, Győr, Hungría          |                                  |
| 18:00 (GMT+2)        | - Huszti 27' - Skribek 49' (pen.) | Reporte   | - 11' Kvaratskhelia - 62' Guliashvili - 65' Moistsrapeshvili - 82' Mekvabishvili | Árbitro(s): Ioannis Papadopoulos | Árbitro(s): Ioannis Papadopoulos |

| 12 de octubre de 2019 | Georgia                                        | 3:1 (2:0) | Kazajistán        | Ménfői úti Stadion, Győr, Hungría |                            |
| 14:00 (GMT+2)         | - Iakobidze 40', 65' - Davitashvili 42' (pen.) | Reporte   | - 48' Zhaksylykov | Árbitro(s): Horatiu Fesnic        | Árbitro(s): Horatiu Fesnic |

| 12 de octubre de 2019 | Croacia                           | 2:0 (0:0) | Hungría | ETO Park, Győr, Hungría        |                                |
| 20:00 (GMT+2)         | - Šarić 53' - Vušković 89' (pen.) | Reporte   |         | Árbitro(s): Thorvaldur Árnason | Árbitro(s): Thorvaldur Árnason |

| 15 de octubre de 2019 | Georgia                                    | 2:0 (2:0) | Croacia | ETO Park, Győr, Hungría        |                                |
| 20:00 (GMT+2)         | - Guliashvili 8' - Davitashvili 23' (pen.) | Reporte   |         | Árbitro(s): Thorvaldur Árnason | Árbitro(s): Thorvaldur Árnason |

| 15 de octubre de 2019 | Kazajistán | 0:5 (0:3) | Hungría                                                  | Ménfői úti Stadion, Győr, Hungría |                                  |
| 20:00 (GMT+2)         |            | Reporte   | - 20' (pen.), 44' Nyári - 34', 81' Cipf - 52' Tóth-Gábor | Árbitro(s): Ioannis Papadopoulos  | Árbitro(s): Ioannis Papadopoulos |

### Tabla de terceros
El mejor equipo de los que hayan ocupado el tercer lugar de cada uno de los trece grupos pasa a la Ronda Élite. Para confeccionar la tabla, no se tiene en cuenta el partido que cada selección disputó con el último de su respectivo grupo. Los siguientes criterios de desempate se aplicarán para determinar la clasificación:
1. Mayor cantidad de puntos obtenidos.
2. Mayor diferencia de goles.
3. Mayor cantidad de goles marcados.
4. Menor cantidad de puntos de juego limpio, calculados en base a la cantidad total de tarjetas amarillas y rojas recibidas en todos los partidos de grupo, contabilizándose:
  - 1 punto por cada tarjeta amarilla;
  - 3 puntos por cada expulsión producto de dos tarjetas amarillas;
  - 3 puntos por cada expulsión producto de una tarjeta roja.
5. Sorteo de la delegación de la UEFA.

| Gr | Selección            | Pts | PJ | PG | PE | PP | GF | GC | Dif |
| -- | -------------------- | --- | -- | -- | -- | -- | -- | -- | --- |
| 8  | Finlandia            | 3   | 2  | 1  | 0  | 1  | 2  | 3  | -1  |
| 9  | Suecia               | 1   | 2  | 0  | 1  | 1  | 3  | 4  | -1  |
| 12 | Israel               | 1   | 2  | 0  | 1  | 1  | 0  | 2  | -2  |
| 11 | Bosnia y Herzegovina | 1   | 2  | 0  | 1  | 1  | 1  | 4  | -3  |
| 3  | Bielorrusia          | 1   | 2  | 0  | 1  | 1  | 4  | 11 | -7  |
| 1  | Montenegro           | 0   | 2  | 0  | 0  | 2  | 2  | 5  | -3  |
| 6  | Chipre               | 0   | 2  | 0  | 0  | 2  | 1  | 4  | -3  |
| 10 | Irlanda              | 0   | 2  | 0  | 0  | 2  | 1  | 4  | -3  |
| 4  | Grecia               | 0   | 2  | 0  | 0  | 2  | 2  | 6  | -4  |
| 13 | Hungría              | 0   | 2  | 0  | 0  | 2  | 2  | 6  | -4  |
| 7  | Azerbaiyán           | 0   | 2  | 0  | 0  | 2  | 0  | 5  | -5  |
| 5  | Polonia              | 0   | 2  | 0  | 0  | 2  | 0  | 7  | -7  |
| 2  | Lituania             | 0   | 2  | 0  | 0  | 2  | 0  | 10 | -10 |

## Ronda Élite
Se conformaba de 7 grupos de 4 equipos cada uno, clasificando a la fase final solamente los ganadores de grupo.

### Sorteo
El sorteo de la ronda de élite se realizó el 3 de diciembre de 2019 en la sede de la UEFA ubicada en Nyon, Suiza.
La ronda élite estaba programada originalmente para jugarse entre el 25 y el 31 de marzo de 2020. El 12 de marzo de 2020, la UEFA anunció que la ronda élite se había pospuesto debido a la pandemia de COVID-19. El 17 de junio de 2020, la UEFA anunció que la ronda élite se había reprogramado del 2 al 8 de septiembre de 2020. Sin embargo, la UEFA anunció el 13 de agosto de 2020 que después de consultar con las 55 federaciones miembro, la ronda élite había sido más pospuesto hasta octubre de 2020. El 16 de septiembre de 2020, la UEFA anunció que la ronda élite se había pospuesto aún más hasta noviembre de 2020. Finalmente la UEFA anunció el 20 de octubre de 2020 que el torneo había sido cancelado.

### Grupo 1
País anfitrión: Gales
| Equipo   | Pts | PJ | PG | PE | PP | GF | GC | Dif |
| -------- | --- | -- | -- | -- | -- | -- | -- | --- |
| Austria  | 0   | 0  | 0  | 0  | 0  | 0  | 0  | 0   |
| Gales    | 0   | 0  | 0  | 0  | 0  | 0  | 0  | 0   |
| Alemania | 0   | 0  | 0  | 0  | 0  | 0  | 0  | 0   |
| Serbia   | 0   | 0  | 0  | 0  | 0  | 0  | 0  | 0   |

|  | Austria | vs.     | Serbia | Rodney Parade, Newport, Gales |                  |
|  |         | Reporte |        | Árbitro(s): [[]]              | Árbitro(s): [[]] |

|  | Alemania | vs.     | Gales | Cardiff Athletics Stadium, Cardiff, Gales |                  |
|  |          | Reporte |       | Árbitro(s): [[]]                          | Árbitro(s): [[]] |

|  | Austria | vs.     | Alemania | Cardiff Athletics Stadium, Cardiff, Gales |                  |
|  |         | Reporte |          | Árbitro(s): [[]]                          | Árbitro(s): [[]] |

|  | Gales | vs.     | Serbia | Rodney Parade, Newport, Gales |                  |
|  |       | Reporte |        | Árbitro(s): [[]]              | Árbitro(s): [[]] |

|  | Gales | vs.     | Austria | Cardiff Athletics Stadium, Cardiff, Gales |                  |
|  |       | Reporte |         | Árbitro(s): [[]]                          | Árbitro(s): [[]] |

|  | Serbia | vs.     | Alemania | Rodney Parade, Newport, Gales |                  |
|  |        | Reporte |          | Árbitro(s): [[]]              | Árbitro(s): [[]] |

### Grupo 2
País anfitrión: España
| Equipo              | Pts | PJ | PG | PE | PP | GF | GC | Dif |
| ------------------- | --- | -- | -- | -- | -- | -- | -- | --- |
| España              | 0   | 0  | 0  | 0  | 0  | 0  | 0  | 0   |
| Bélgica             | 0   | 0  | 0  | 0  | 0  | 0  | 0  | 0   |
| Bulgaria            | 0   | 0  | 0  | 0  | 0  | 0  | 0  | 0   |
| Macedonia del Norte | 0   | 0  | 0  | 0  | 0  | 0  | 0  | 0   |

|  | España | vs.     | Macedonia del Norte | Olímpico Camilo Cano, La Nucía, España |                  |
|  |        | Reporte |                     | Árbitro(s): [[]]                       | Árbitro(s): [[]] |

|  | Bulgaria | vs.     | Bélgica | Olímpico Camilo Cano, La Nucía, España |                  |
|  |          | Reporte |         | Árbitro(s): [[]]                       | Árbitro(s): [[]] |

|  | España | vs.     | Bulgaria | Olímpico Camilo Cano, La Nucía, España |                  |
|  |        | Reporte |          | Árbitro(s): [[]]                       | Árbitro(s): [[]] |

|  | Bélgica | vs.     | Macedonia del Norte | Olímpico Camilo Cano, La Nucía, España |                  |
|  |         | Reporte |                     | Árbitro(s): [[]]                       | Árbitro(s): [[]] |

|  | Bélgica | vs.     | España | Olímpico Camilo Cano, La Nucía, España |                  |
|  |         | Reporte |        | Árbitro(s): [[]]                       | Árbitro(s): [[]] |

|  | Macedonia del Norte | vs.     | Bulgaria | Estadio El Collao, Alcoy, España |                  |
|  |                     | Reporte |          | Árbitro(s): [[]]                 | Árbitro(s): [[]] |

### Grupo 3
País anfitrión: Francia
| Equipo  | Pts | PJ | PG | PE | PP | GF | GC | Dif |
| ------- | --- | -- | -- | -- | -- | -- | -- | --- |
| Georgia | 0   | 0  | 0  | 0  | 0  | 0  | 0  | 0   |
| Escocia | 0   | 0  | 0  | 0  | 0  | 0  | 0  | 0   |
| Francia | 0   | 0  | 0  | 0  | 0  | 0  | 0  | 0   |
| Rusia   | 0   | 0  | 0  | 0  | 0  | 0  | 0  | 0   |

|  | Francia | vs.     | Escocia | La Plaine des Sports, Saint-Paul-lès-Dax, Francia |                  |
|  |         | Reporte |         | Árbitro(s): [[]]                                  | Árbitro(s): [[]] |

|  | Georgia | vs.     | Rusia | Stade Municipal de l'Argenté, Mont-de-Marsan, Francia |                  |
|  |         | Reporte |       | Árbitro(s): [[]]                                      | Árbitro(s): [[]] |

|  | Francia | vs.     | Georgia | Stade André Darrigade, Dax, Francia |                  |
|  |         | Reporte |         | Árbitro(s): [[]]                    | Árbitro(s): [[]] |

|  | Rusia | vs.     | Escocia | Stade Municipal de l'Argenté, Mont-de-Marsan, Francia |                  |
|  |       | Reporte |         | Árbitro(s): [[]]                                      | Árbitro(s): [[]] |

|  | Rusia | vs.     | Francia | La Plaine des Sports, Saint-Paul-lès-Dax, Francia |                  |
|  |       | Reporte |         | Árbitro(s): [[]]                                  | Árbitro(s): [[]] |

|  | Escocia | vs.     | Georgia | Stade André Darrigade, Dax, Francia |                  |
|  |         | Reporte |         | Árbitro(s): [[]]                    | Árbitro(s): [[]] |

### Grupo 4
País anfitrión: Dinamarca
| Equipo     | Pts | PJ | PG | PE | PP | GF | GC | Dif |
| ---------- | --- | -- | -- | -- | -- | -- | -- | --- |
| Inglaterra | 0   | 0  | 0  | 0  | 0  | 0  | 0  | 0   |
| Ucrania    | 0   | 0  | 0  | 0  | 0  | 0  | 0  | 0   |
| Dinamarca  | 0   | 0  | 0  | 0  | 0  | 0  | 0  | 0   |
| Letonia    | 0   | 0  | 0  | 0  | 0  | 0  | 0  | 0   |

|  | Inglaterra | vs.     | Letonia | JYSK Park, Silkeborg, Dinamarca |                  |
|  |            | Reporte |         | Árbitro(s): [[]]                | Árbitro(s): [[]] |

|  | Dinamarca | vs.     | Ucrania | JYSK Park, Silkeborg, Dinamarca |                  |
|  |           | Reporte |         | Árbitro(s): [[]]                | Árbitro(s): [[]] |

|  | Ucrania | vs.     | Letonia | JYSK Park, Silkeborg, Dinamarca |                  |
|  |         | Reporte |         | Árbitro(s): [[]]                | Árbitro(s): [[]] |

|  | Inglaterra | vs.     | Dinamarca | JYSK Park, Silkeborg, Dinamarca |                  |
|  |            | Reporte |           | Árbitro(s): [[]]                | Árbitro(s): [[]] |

|  | Ucrania | vs.     | Inglaterra | Vorup Stadion, Randers, Dinamarca |                  |
|  |         | Reporte |            | Árbitro(s): [[]]                  | Árbitro(s): [[]] |

|  | Letonia | vs.     | Dinamarca | JYSK Park, Silkeborg, Dinamarca |                  |
|  |         | Reporte |           | Árbitro(s): [[]]                | Árbitro(s): [[]] |

### Grupo 5
País anfitrión: Italia
| Equipo    | Pts | PJ | PG | PE | PP | GF | GC | Dif |
| --------- | --- | -- | -- | -- | -- | -- | -- | --- |
| Italia    | 0   | 0  | 0  | 0  | 0  | 0  | 0  | 0   |
| Noruega   | 0   | 0  | 0  | 0  | 0  | 0  | 0  | 0   |
| Islandia  | 0   | 0  | 0  | 0  | 0  | 0  | 0  | 0   |
| Eslovenia | 0   | 0  | 0  | 0  | 0  | 0  | 0  | 0   |

|  | Islandia | vs.     | Noruega | Stadio Fair Play, Cartigliano, Italia |                  |
|  |          | Reporte |         | Árbitro(s): [[]]                      | Árbitro(s): [[]] |

|  | Italia | vs.     | Eslovenia | Comunale Delle Terme, Abano Terme, Italia |                  |
|  |        | Reporte |           | Árbitro(s): [[]]                          | Árbitro(s): [[]] |

|  | Noruega | vs.     | Eslovenia | Stadio Fair Play, Cartigliano, Italia |                  |
|  |         | Reporte |           | Árbitro(s): [[]]                      | Árbitro(s): [[]] |

|  | Italia | vs.     | Islandia | Comunale di Mogliano Veneto, Mogliano Veneto, Italia |                  |
|  |        | Reporte |          | Árbitro(s): [[]]                                     | Árbitro(s): [[]] |

|  | Noruega | vs.     | Italia | Estadio Euganeo, Padua, Italia |                  |
|  |         | Reporte |        | Árbitro(s): [[]]               | Árbitro(s): [[]] |

|  | Eslovenia | vs.     | Islandia | Comunale Delle Terme, Abano Terme, Italia |                  |
|  |           | Reporte |          | Árbitro(s): [[]]                          | Árbitro(s): [[]] |

### Grupo 6
País anfitrión: Croacia
| Equipo     | Pts | PJ | PG | PE | PP | GF | GC | Dif |
| ---------- | --- | -- | -- | -- | -- | -- | -- | --- |
| Portugal   | 0   | 0  | 0  | 0  | 0  | 0  | 0  | 0   |
| Turquía    | 0   | 0  | 0  | 0  | 0  | 0  | 0  | 0   |
| Croacia    | 0   | 0  | 0  | 0  | 0  | 0  | 0  | 0   |
| Eslovaquia | 0   | 0  | 0  | 0  | 0  | 0  | 0  | 0   |

|  | Portugal | vs.     | Eslovaquia | Estadio Radnik, Velika Gorica, Croacia |                  |
|  |          | Reporte |            | Árbitro(s): [[]]                       | Árbitro(s): [[]] |

|  | Croacia | vs.     | Turquía | Stadion Lučko, Zagreb, Croacia |                  |
|  |         | Reporte |         | Árbitro(s): [[]]               | Árbitro(s): [[]] |

|  | Turquía | vs.     | Eslovaquia | Stadion ŠRC Sesvete, Zagreb, Croacia |                  |
|  |         | Reporte |            | Árbitro(s): [[]]                     | Árbitro(s): [[]] |

|  | Portugal | vs.     | Croacia | Estadio Radnik, Velika Gorica, Croacia |                  |
|  |          | Reporte |         | Árbitro(s): [[]]                       | Árbitro(s): [[]] |

|  | Turquía | vs.     | Portugal | Stadion Lučko, Zagreb, Croacia |                  |
|  |         | Reporte |          | Árbitro(s): [[]]               | Árbitro(s): [[]] |

|  | Eslovaquia | vs.     | Croacia | Stadion ŠRC Sesvete, Zagreb, Croacia |                  |
|  |            | Reporte |         | Árbitro(s): [[]]                     | Árbitro(s): [[]] |

### Grupo 7
País anfitrión: Países Bajos
| Equipo          | Pts | PJ | PG | PE | PP | GF | GC | Dif |
| --------------- | --- | -- | -- | -- | -- | -- | -- | --- |
| Países Bajos    | 0   | 0  | 0  | 0  | 0  | 0  | 0  | 0   |
| República Checa | 0   | 0  | 0  | 0  | 0  | 0  | 0  | 0   |
| Suiza           | 0   | 0  | 0  | 0  | 0  | 0  | 0  | 0   |
| Finlandia       | 0   | 0  | 0  | 0  | 0  | 0  | 0  | 0   |

|  | Suiza | vs.     | República Checa | Sportpark de Bosk, Harkema, Países Bajos |                  |
|  |       | Reporte |                 | Árbitro(s): [[]]                         | Árbitro(s): [[]] |

|  | Países Bajos | vs.     | Finlandia | Sportpark Marsdijk, Assen, Países Bajos |                  |
|  |              | Reporte |           | Árbitro(s): [[]]                        | Árbitro(s): [[]] |

|  | Finlandia | vs.     | República Checa | Sportpark Marsdijk, Assen, Países Bajos |                  |
|  |           | Reporte |                 | Árbitro(s): [[]]                        | Árbitro(s): [[]] |

|  | Suiza | vs.     | Países Bajos | Sportpark de Bosk, Harkema, Países Bajos |                  |
|  |       | Reporte |              | Árbitro(s): [[]]                         | Árbitro(s): [[]] |

|  | Finlandia | vs.     | Suiza | Sportpark Marsdijk, Assen, Países Bajos |                  |
|  |           | Reporte |       | Árbitro(s): [[]]                        | Árbitro(s): [[]] |

|  | República Checa | vs.     | Países Bajos | Sportpark de Bosk, Harkema, Países Bajos |                  |
|  |                 | Reporte |              | Árbitro(s): [[]]                         | Árbitro(s): [[]] |

## Goleadores
Lista de los principales goleadores. En la fase de clasificación, se marcaron 306 goles en 78 partidos, para una media de 3,92 goles por partido.
8 goles
- Lorent Tolaj

4 goles
- Marcel Monsberger
- Alessio Riccardi
- Crysencio Summerville
- Tyreik Wright
- Lazar Pavlović
- Darian Males